# 大熊座
大熊座是一个星座，在北半球的大部分常年可见。

## 神话
这个星座拥有全天最显著的星象，即北斗七星。许多古代文明都认为这个星座的星象是一只熊（但古代中国认为是一个斗，埃及古代稱為公牛的左腳）。在希腊神话中，宙斯为了使美丽的仙女卡利斯托逃脱天后赫拉的忌妒，把她变成了一只熊。但赫拉仍然穷追不舍，命令狩猎女神阿耳忒弥斯射杀这只熊，宙斯不得已把大熊提升为天上的星座；另一說是卡利斯托與宙斯育有一子阿卡斯，阿卡斯成年後外出狩獵，赫拉引誘他去其母所變成的熊居住的森林，卡利斯托看見阿卡斯捨不得離開，阿卡斯不知眼前的熊為其母而欲射殺，宙斯趕在射殺時將兩人升往天空成為星座，大熊座為卡利斯托，小熊座為阿卡斯。

## 概述
这个星座所属的天区里有7个梅西耶天体，还有许多双星和变星。

## 著名的星
- 大熊座ζ星（古代中国称为开阳，北斗六）：位于大熊座中间的ζ星与它附近的辅星构成了一对裸眼可见的双星。大熊座ζ星本身又是一个双星系统，它是1650年发现的，是望远镜时代最早发现的双星。它的两子星的星等分别是+2.27和+3.94，相距14.4弧秒。
- 大熊座ξ星：这是一个黄色的双星，互相环绕运行的轨道周期是60年。两子星星等是+4.3和+4.8，相距1.8弧秒。

## 深空天体
- M81和M82：M81是一个经典的Sb型漩涡星系，在小型望远镜里，它是一个有明亮中心的大椭圆光球。其星等是+6.8。M82与M81相距0.5度，是一个边缘朝向我们的不规则星系，用6英寸（15厘米）或更大的望远镜能够看到，有一个奇特的垂直尘埃带切过它的核。它的星等是+8.4。M81 距离地球1200万光年。
- M97 和 M108：这个所谓的奇耦合由一个大而苍白的行星状星云（M97，星等：+11.2）和一个测向地球的漩涡星系(M108，星等：+10)构成. M97也叫枭状星云，因为它的盘上有两个暗区, 用12英寸(30厘米)望远镜可见。
- 風車星系：風車星系是正面朝向地球的螺旋星系，由皮埃爾·梅尚在1781年3月27日發現，隨後他將此一發現轉達給梅西耶，梅西耶在核對了位置之後將它登錄在梅西耶目錄中，並作記錄。

## 中国古星官
大熊座天區包括紫微垣的少輔、北斗、輔、文昌、太陽守、三師、太尊、內階(三臺)、天牢、天理等星官。
- 少輔：輔助皇帝。
- 北斗(7星)：北斗七星，分別為天樞、天璇、天璣、天權、玉衡、開陽、搖光。
- 輔(1星)：輔助北斗的大臣。
- 文昌(6星)：文昌六星，指六個政府部門或官員，指上將，次將，貴相，司命，司中，司祿。
- 太陽守(1星)：大臣或大將。
- 三師(3星)：指太師、太傅、太保。
- 太尊(1星)：皇親國戚，或指始祖。
- 內階(6星)：連接紫宮與文昌宮的天梯。
- 天牢(6星)：監禁貴族的牢獄。
- 天理(4星)：監禁貴族的牢獄或執法官。

## 延伸閱讀
- Ian Ridpath and Wil Tirion (2007). Stars and Planets Guide, Collins, London. ISBN 978-0-00-725120-9. Princeton University Press, Princeton. ISBN 978-0-691-13556-4.

## 外部連結
- 与星共舞第1期—大熊座 （页面存档备份，存于）
- 星座介绍 （页面存档备份，存于）
- The Deep Photographic Guide to the Constellations: Ursa Major（页面存档备份，存于）
- AAVSO: The Myths of Ursa Major（页面存档备份，存于）
- The Origin of the Greek Constellations
- Star Tales – Ursa Major（页面存档备份，存于）
- Ursa Major at Constellation Guide（页面存档备份，存于）
- Warburg Institute Iconographic Database (over 180 medieval and early modern images of Ursa Major)（页面存档备份，存于）